# Такино (Мечетлинский район)
Такино (баш. Тәкә) — деревня в Мечетлинском районе Башкортостана, входит в состав Ростовского сельсовета.

## Географическое положение
Расстояние до:
- районного центра (Большеустьикинское): 28 км,
- центра сельсовета (Теляшево): 5 км,
- ближайшей ж/д станции (Красноуфимск): 136 км.

## История
Деревня основана  в 1-й половине XVIII века башкирами Упейской волости Сибирской дороги. Названа по имени первопоселенца, известен его сын Абиль Такинов. В 1869 г. в 29 дворах проживало 170 человек. Занимались скотоводством, земледелием. Была мечеть.

## Род основателя Такина
У сына первопоселенца Абиля Такинова (1741—1826) были сыновья и внуки: Габдулзелил (с 1813 г., его дети: Абдулнафик, Абдрафик, Абулатип), Габдулман (1816—1835), Габдулманан (с 1803 г.), Габдулвали (с 1824 г.), 2 сына сосланы в Сибирь. Самый старший 76-летний сын  в 1850 г. служил указным азанчием. Его звали Мухаметкильде, один из сыновей которого был сослан в Сибирь. Остальные сыновья: Зайнулла, Тухватулла, Галиулла, Габдулла, Ибатулла, Мухаметвалий, Мухаметшарип. Второй сын Абиля, Уразай Абилев (1789—1834), его сын Давлетша.

## Население
| 1834 | 1859 | 1920 | 1939 | 1959 | 1970 | 1979 |
| ---- | ---- | ---- | ---- | ---- | ---- | ---- |
| 91   | ↗154 | ↗418 | ↘188 | ↗432 | ↗594 | ↘458 |
| 1989 | 2002 | 2009 | 2010 |      |      |      |
| ↘361 | ↘346 | ↘314 | ↗331 |      |      |      |

В 1834 году жило 91 душа, в 1859 году — 154 (в 25 дворах), в 1920 году — 418 (в 75 дворах). 
Национальный состав
Согласно переписи 2002 года, преобладающая национальность — башкиры.

## Инфраструктура
СПК “Родник”, фельдшерско-акушерский пункт, клуб, магазин.

## Религия
В деревне есть мечеть.